# جوزيف إي. جونسون (صحفي)
جوزيف إي. جونسون (بالإنجليزية: Joseph Ellis Johnson)‏ هو صحفي أمريكي، ولد في 28 أبريل 1817، وتوفي في 17 ديسمبر 1882.